# Alcippe (genre)
Pour les articles homonymes, voir Alcippe.
Genre
Alcippe est un genre appartenant à la famille des Pellorneidae, composé de petits passereaux qui vivent en Asie du Sud-Est. En 2019 et à la suite d'études génétiques, 7 espèces de ce genre ont été déplacées vers le genre Schoeniparus.

## Liste des espèces
D'après la classification de référence (version 11.1, 2020) du Congrès ornithologique international (ordre phylogénique) :
- Alcippe brunneicauda (Salvadori, 1879) – Alcippe brun
- Alcippe poioicephala  (Jerdon, 1841) – Alcippe à joues brunes
- Alcippe pyrrhoptera  (Bonaparte, 1850) – Alcippe de Java
- Alcippe peracensis  (Sharpe, 1887) – Alcippe bridé
- Alcippe grotei  (Delacour, 1936) – Alcippe de Grote
- Alcippe morrisonia  (Swinhoe, 1863) – Alcippe à joues grises
- Alcippe davidi  (Styan, 1896) – Alcippe de David
- Alcippe fratercula (Rippon, 1900) – Alcippe de Rippon
- Alcippe hueti  (David, A., 1874) – Alcippe de Huet
- Alcippe nipalensis (Hodgson, 1837) – Alcippe du Népal